# Гуайра (водопад)
Гуайра (исп. Saltos del Guairá, порт. Salto de Sete Quedas) — бывший каскад водопадов на реке Парана на границе между Бразилией и Парагваем.

## История
Каскад был затоплен в 1982 году водохранилищем, образованным плотиной ГЭС Итайпу. Водохранилище было затоплено за 2 недели. Для улучшения навигации скалы были взорваны. Национальный парк Гуайра был ликвидирован.
Хотя опубликованные цифры расхода воды варьируются, начиная от 13 тыс. м³/с до 50 тыс. м³/с, расход Гуайры был одним из самых крупных из существовавших тогда водопадов на Земле.